# Saint-Nicolas-des-Laitiers
Saint-Nicolas-des-Laitiers è un comune delegato di 95 abitanti in seno al comune francese di La Ferté-en-Ouche, situato nel dipartimento dell'Orne, nella regione della Normandia. Già comune autonomo, il 1º gennaio 2016 è stato accorpato agli altri comuni soppressi di Anceins, Bocquencé, Couvains, La Ferté-Frênel, Gauville, Glos-la-Ferrière, Heugon, Monnai e Villers-en-Ouche per costituire il nuovo comune.

## Società

### Evoluzione demografica
Abitanti censiti